# Mitch Creek
Mitchell "Mitch" Creek, né le 27 avril 1992 à Horsham en Australie, est un joueur australien de basket-ball. Il évolue aux postes d'arrière et d'ailier.

## Biographie

### Carrière professionnelle
Le 25 janvier 2019, il signe un contrat de 10 jours avec les Nets de Brooklyn.
Le 7 février 2019, il est coupé par les Nets de Brooklyn.
Le 30 mars 2019, il signe un contrat de 10 jours avec les Timberwolves du Minnesota. Le 9 avril 2019, il signe jusqu'à la fin de la saison avec les Timberwolves du Minnesota.
Le 30 juillet 2019, il retourne en Australie et signe en faveur du South East Melbourne Phoenix.